# گویش تدمری
تَدْمُری یا پالْمیرایی، یک لهجه از آرامی غربی بوده که در شهر تدمر (پالمیرا) در سوریه در سده‌های آغازین میلادی بدان سخن رانده می‌شده‌است. این لهجه با الفبای مخصوص بخودش یعنی الفبای تدمری نوشته می‌شد. دیگر لهجه‌های آرامی غربی شامل نبطی و آرامی-یهودی هستند. لهجه‌های آرامی غربی امروزه در سه روستا در سوریه هنوز گویشور دارند که شامل معلولا (מעלולא-ܡܥܠܘܠܐ‎)، بخعه (ܒܟܥܐ - בכעא) که با الصرخه نیز شناخته می‌شود و جبعدین (ܓܦܥܘܕ - גפעוד) می‌باشند.

## همچنین بنگرید
- نوآرامی غربی
- شاهنشاهی تدمر
- الفبای تدمری

## کتابشناسی
- Delbert R. Hillers, Eleonora Cussini, Eleanora Cussini, Palmyrene Aramaic Texts, Johns Hopkins University Press (1996), شابک ‎۹۷۸−۰−۸۰۱۸−۵۲۷۸−۷
- Hans H. Spoer, "Palmyrene Inscriptions found at Palmyra in April, 1904", Journal of the American Oriental Society (1904)
- John Swinton, An Explication of All the Inscriptions in the Palmyrene Language and Character Hitherto Publish'd. In Five Letters from the Reverend Mr. John Swinton, M. A. of Christ-Church, Oxford, and F. R. S. to the Reverend Thomas Birch, D. D. Secret. R. S., Philosophical Transactions (1753).